# Piriqueta revoluta
Piriqueta revoluta là một loài thực vật có hoa trong họ Lạc tiên. Loài này được Arbo miêu tả khoa học đầu tiên năm 1999.